# Charlotte Salomon

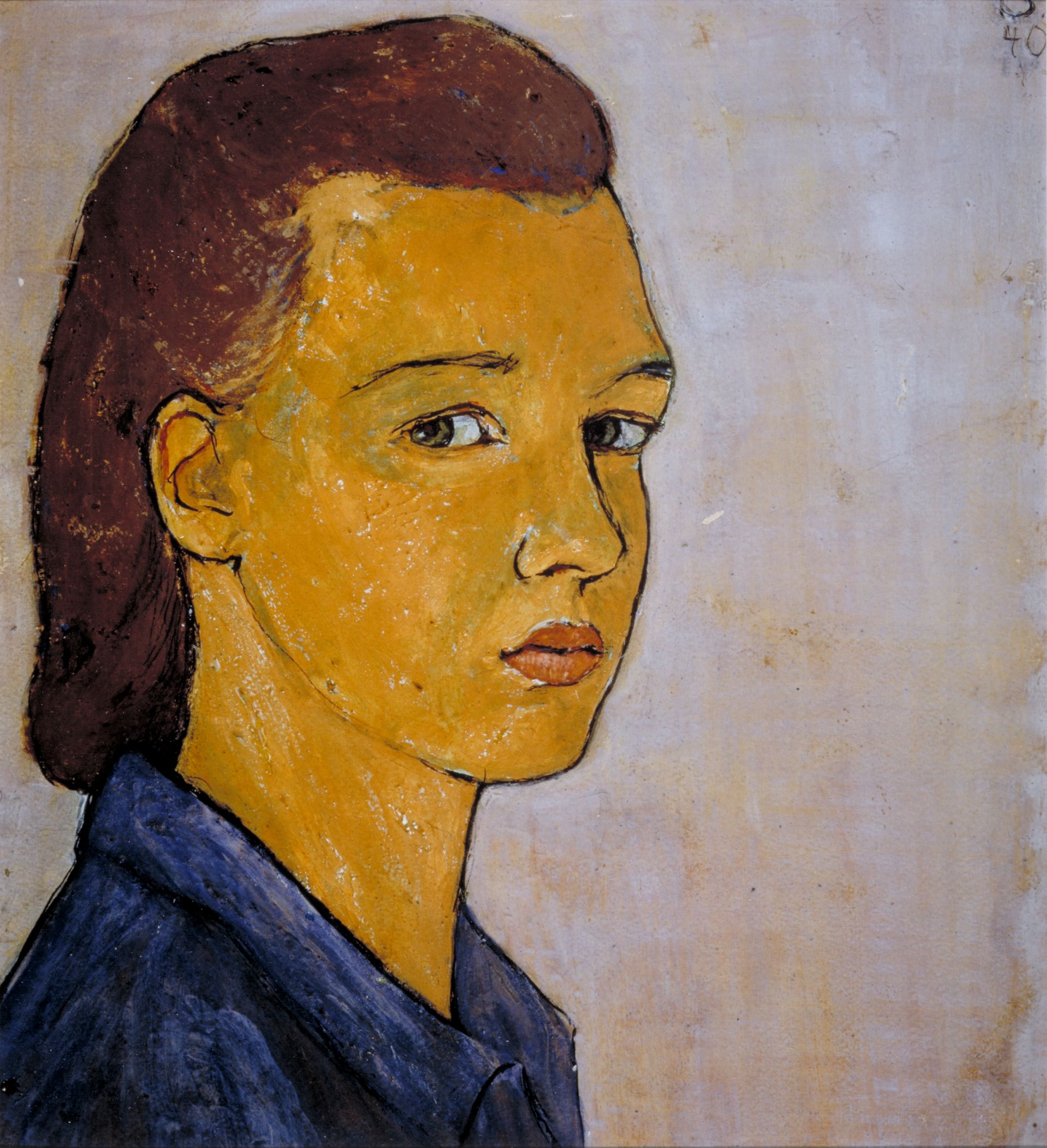
Selbstbildnis, 1940

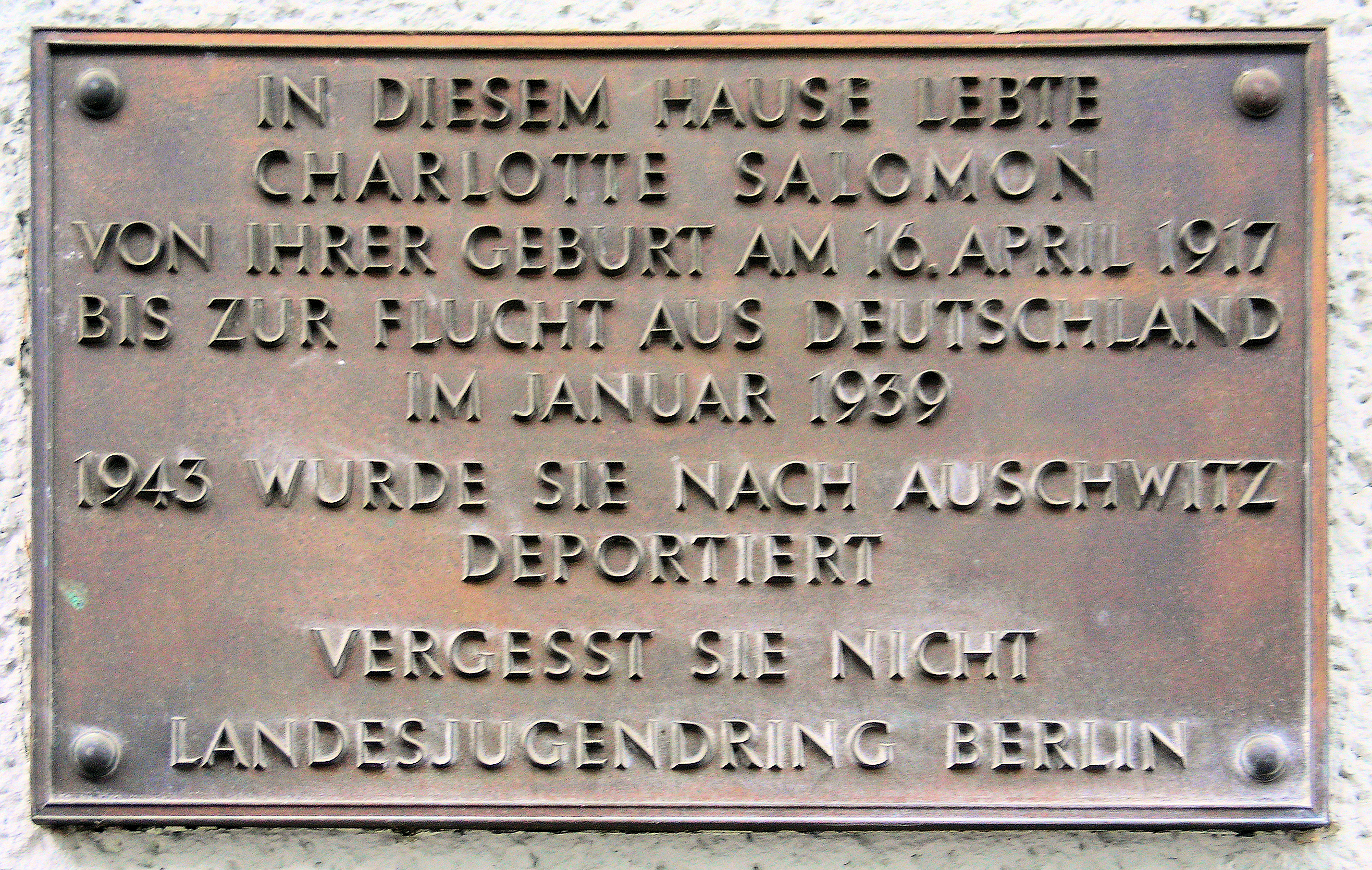
Gedenktafel am Haus Wielandstraße 15, Berlin-Charlottenburg

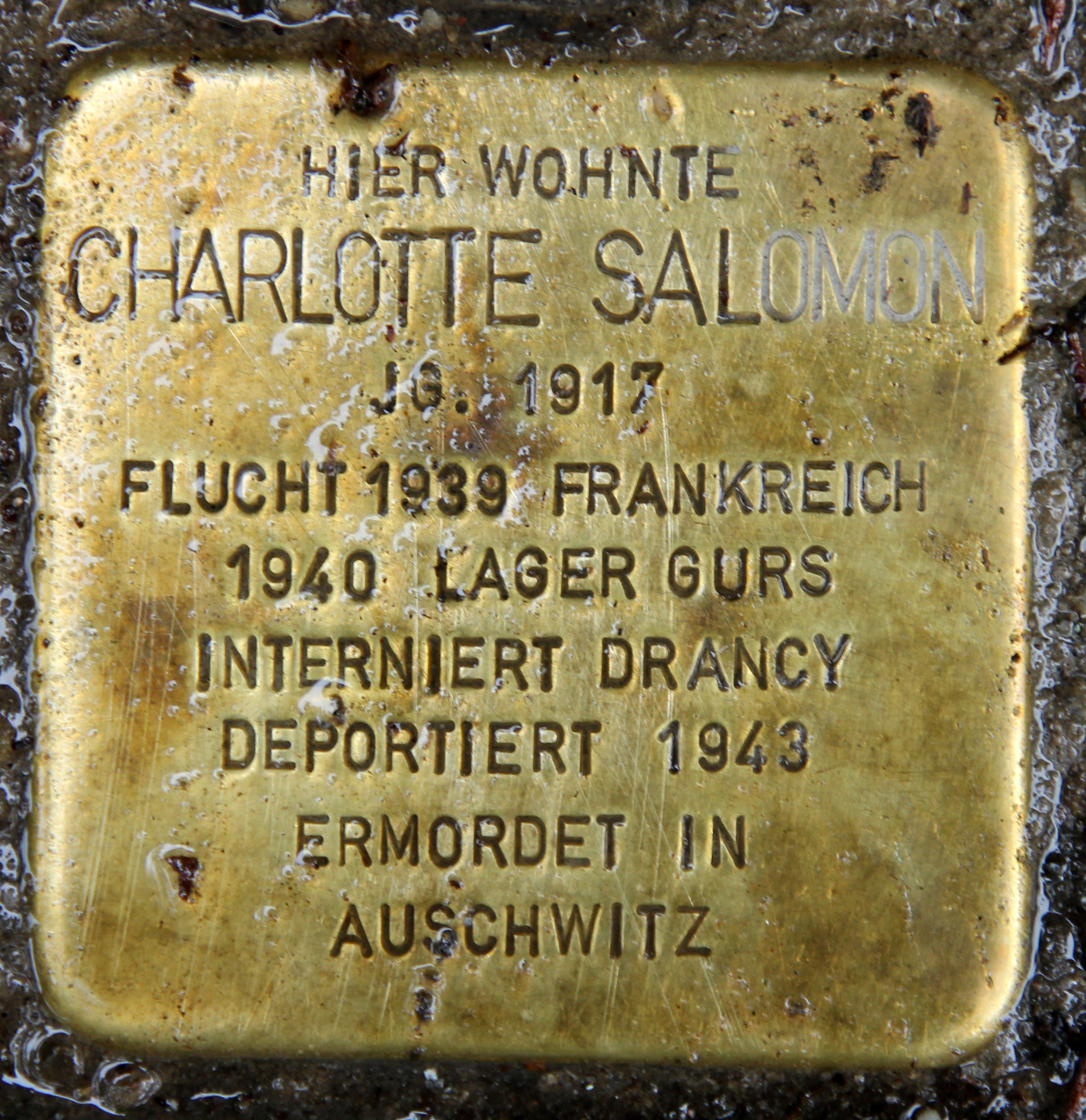
Stolperstein, Wielandstraße 15, in Berlin-Charlottenburg

Charlotte Salomon (geboren am 16. April 1917 in Berlin; ermordet am 10. Oktober 1943 im KZ Auschwitz-Birkenau) war eine deutsche Malerin.

## Leben
Charlotte Salomon wurde als Tochter des Chirurgen Albert Salomon (1883–1976) und seiner Frau Franziska, geb. Grunwald (1890–1926), in eine liberale jüdische Familie geboren. Sie wuchs in einem bürgerlichen Umfeld in Berlin-Charlottenburg auf. Nach dem Suizid ihrer Mutter 1926 bis zur erneuten Heirat ihres Vaters 1930 mit der Konzertsängerin Paula Lindberg war der Haushalt von wechselnden Kindermädchen geprägt.
Ab 1927 besuchte sie das Fürstin-Bismarck-Gymnasium, eine Schule für die höheren Töchter Charlottenburgs. Sie verließ die Schule 1933, ein Jahr vor dem Abitur, um den antisemitischen Anfeindungen zu entgehen, die dort seit der Machtergreifung der Nationalsozialisten alltäglich waren. Zum Wintersemester 1935/36 wurde sie – zunächst auf Probe – an den Vereinigten Staatsschulen für Freie und Angewandte Kunst (heute Universität der Künste Berlin) in Berlin-Charlottenburg aufgenommen. Trotz der immer weiter zunehmenden Schikanen gegen jüdische Bürger wurde sie im Februar 1936 regulär immatrikuliert, da ihr Vater als Frontkämpfer des Ersten Weltkrieges anerkannt war und sie daher von dem vorübergehenden Frontkämpferprivileg profitieren konnte. Nachdem ihr bei einem Wettbewerb der Kunsthochschule der erste Platz, der ihr von der Jury zuerkannt werden sollte, wegen ihrer jüdischen Herkunft versagt wurde, verließ sie die Hochschule im Herbst 1937.
Im Januar 1939 emigrierte Charlotte Salomon nach Frankreich. Dort lebte sie in Villefranche-sur-Mer bei Nizza bei ihren Großeltern, die dort bereits seit 1934 wohnten. Im Juni 1940 besetzten deutsche Truppen weite Teile Frankreichs; am 22. Juni unterschrieb Marschall Pétain einen kapitulationsähnlichen Waffenstillstand mit Deutschland. Charlotte Salomon und ihr Großvater (ihre Großmutter hatte sich im März das Leben genommen) wurden im Lager Camp de Gurs interniert, kurze Zeit später wegen des hohen Alters des Großvaters aber wieder freigelassen.
Der Tod der Großmutter und das Erlebnis der Internierung versetzten Charlotte Salomon in eine tiefe Krise. Um die Ereignisse zu verarbeiten, begann sie auf Anraten eines Arztes wieder zu malen. Am 11. November 1942 besetzte die Wehrmacht Südfrankreich. Im Juni 1943 heiratete Charlotte den österreichischen Emigranten Alexander Nagler, den sie nach ihrer Flucht kennengelernt hatte.
Das Ehepaar wurde verraten, am 24. September 1943 in Nizza verhaftet und am 27. September in das Sammellager Drancy bei Paris verschleppt. Dort startete am 7. Oktober der convoi no. 60 (ein Zug mit Viehwaggons) in das Konzentrationslager Auschwitz-Birkenau; das Ehepaar wurde deportiert. Charlotte Salomon, im fünften Monat schwanger, wurde – vermutlich sofort nach ihrer Ankunft im KZ Auschwitz – am 10. Oktober 1943 ermordet. Ihr Ehemann starb am 2. Januar 1944 an den Folgen der unmenschlichen Haftbedingungen.

## Werk
Zwischen 1940 und 1942 entstanden binnen 18 Monaten 1325 Gouachen expressionistischen Stils. Etwa 800 Blätter im Format 32,5 × 25 cm hat Charlotte Salomon ausgewählt und nummeriert. Zusammen mit erläuternden Texten und Hinweisen auf Musikstücke erzählen sie unter dem Titel Leben? oder Theater? Charlotte Salomons Leben. Das Werk ist in seinem Aufbau einem Theaterstück mit allen seinen Bestandteilen in Akten und Szenen vergleichbar.
1961 wurde es zum ersten Mal öffentlich gezeigt. 1963 erschien der erste Bildband mit einer Auswahl ihrer Gouachen.
2012 wurden ausgewählte Gouachen aus Leben? Oder Theater? bei der dOCUMENTA (13) im Fridericianum in Kassel ausgestellt.

## Ausstellungen von „Leben? oder Theater?“ (Auswahl)
- 1961: Museum Fodor (heute: Stedelijk Museum), Amsterdam
- 1962: Dizengoff-Haus, Tel Aviv / Mishkan Museum of Art, Ein Harod (Wanderausstellung)
- 1965: Staatliche Kunsthalle, Baden-Baden/Volksbildungsheim, Frankfurt am Main/Haus des Rundfunks, Berlin Haus am Lützowplatz, Berlin (Wanderausstellung)
- 1967: Galerie Kunst der Zeit, Dresden
- 1981: Jüdisches Museum, Amsterdam
- 1981: Wilhelm-Hack-Museum, Ludwigshafen
- 1983/84: Hebrew Union College, Skirball Museum, Los Angeles/Lowa Art Museum, Miami/Koffler Gallery, Toronto/The Jewish Community Center of Greater Washington, Rockville/Spertus Museum of Judaica, Chicago/Judah-Lord-Amerika, Berkeley (Wanderausstellung)
- 1986: Akademie der Künste, Berlin
- 1992: Centre Pompidou, Paris
- 1996: Whitechapel Art Gallery, London
- 2004–2007: Städel-Museum Frankfurt/Kunstsammlungen Chemnitz/Sprengel-Museum Hannover/Musee d'Art et d'Histoire du Judaism, Paris/Yad Vashem, Jerusalem/Galerie im Taxis Palais, Innsbruck/Jüdisches Museum Berlin/Ulmer Museum (Wanderausstellung)
- 2007: Jüdisches Museum, Amsterdam
- 2012: Jüdisches Museum, Frankfurt
- 2015: Museum der Moderne, Salzburg
- 2016: Musée Masséna, Nizza
- 2017: Palazzo Reale, Mailand
- 2019: Museu Coleção Berardo, Lissabon
- 2022: Holocaust Museum, Boston
- 2023: Städtische Galerie im Lenbachhaus und Kunstbau, München

## Nachlass

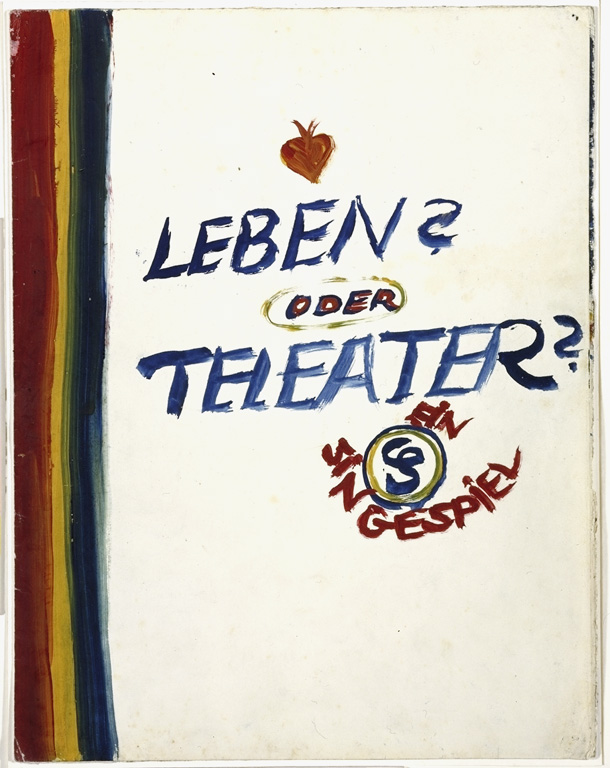
Leben? oder Theater? Ein Singespiel

Seit 1971 befinden sich Charlotte Salomons Arbeiten im Jüdischen Museum in Amsterdam (Charlotte Salomon Foundation).

## Gedenken
Am 21. April 2012 wurde vor dem ehemaligen Wohnhaus, in Berlin-Charlottenburg, Wielandstraße 15, ein Stolperstein für Charlotte Salomon verlegt. Außerdem erinnert eine Gedenktafel am Haus an sie. Im Jahr 2006 wurde eine Straße in Berlin-Rummelsburg nach ihr benannt, und seit 1990 trägt eine Berliner Grundschule ihren Namen.
Die Else-Lasker-Schüler-Gesellschaft beauftragte im Jahr 2007 das Künstlerkollektiv „Artcore“ um den Regisseur Andreas Schäfer mit der Inszenierung eines Live-Hörspiels aus Leben? oder Theater? Im Rahmen des XIV. Else-Lasker-Schüler-Forums in Wuppertal kam es 2008 zur Uraufführung des von Claudia Gahrke adaptierten Werkes. Das Werk wurde später noch in Berlin, Wien, Tel Aviv und Sanary-sur-Mer aufgeführt.
Zum Gedenken an die Künstlerin komponierte Marc-André Dalbavie die Oper Charlotte Salomon, deren Libretto auf den Gouachen Leben? oder Theater? basiert und die als Auftragswerk der Salzburger Festspiele am 28. Juli 2014 unter Leitung des Komponisten in einer Inszenierung von Luc Bondy uraufgeführt wurde. Charlotte Salomon wurde von Johanna Wokalek gespielt und von Marianne Crebassa gesungen. Für ihre Inszenierung der Oper am Theater Bielefeld, die deutsche Erstaufführung, wurde die Regisseurin Mizgin Bilmen im Jahr 2017 mit dem Götz-Friedrich-Preis ausgezeichnet.
Das Musiktheater im Revier Gelsenkirchen (MiR) widmete Charlotte Salomons Leben und Werk die Ballettoper Charlotte Salomon: Der Tod und die Malerin von Michelle DiBucci, in der Choreografie und Inszenierung von Bridget Breiner, die im Februar 2015 uraufgeführt wurde. Dabei lag dem Text und der Choreografie ebenfalls Salomons autobiografisches Werk Leben? Oder Theater? zugrunde. Parallel zur Ballettaufführung zeigte im Frühjahr 2015 das Kunstmuseum Bochum 250 Gouachen unter dem Titel Leben? oder Theater? Die Werke sind Leihgaben aus dem Jüdischen Museum Amsterdam.
Eine Auswahl von 278 Gouachen wurde von Juli bis Oktober 2015 unter dem Titel Leben? oder Theater am Museum der Moderne Salzburg im Rupertinum gezeigt.

## Werke

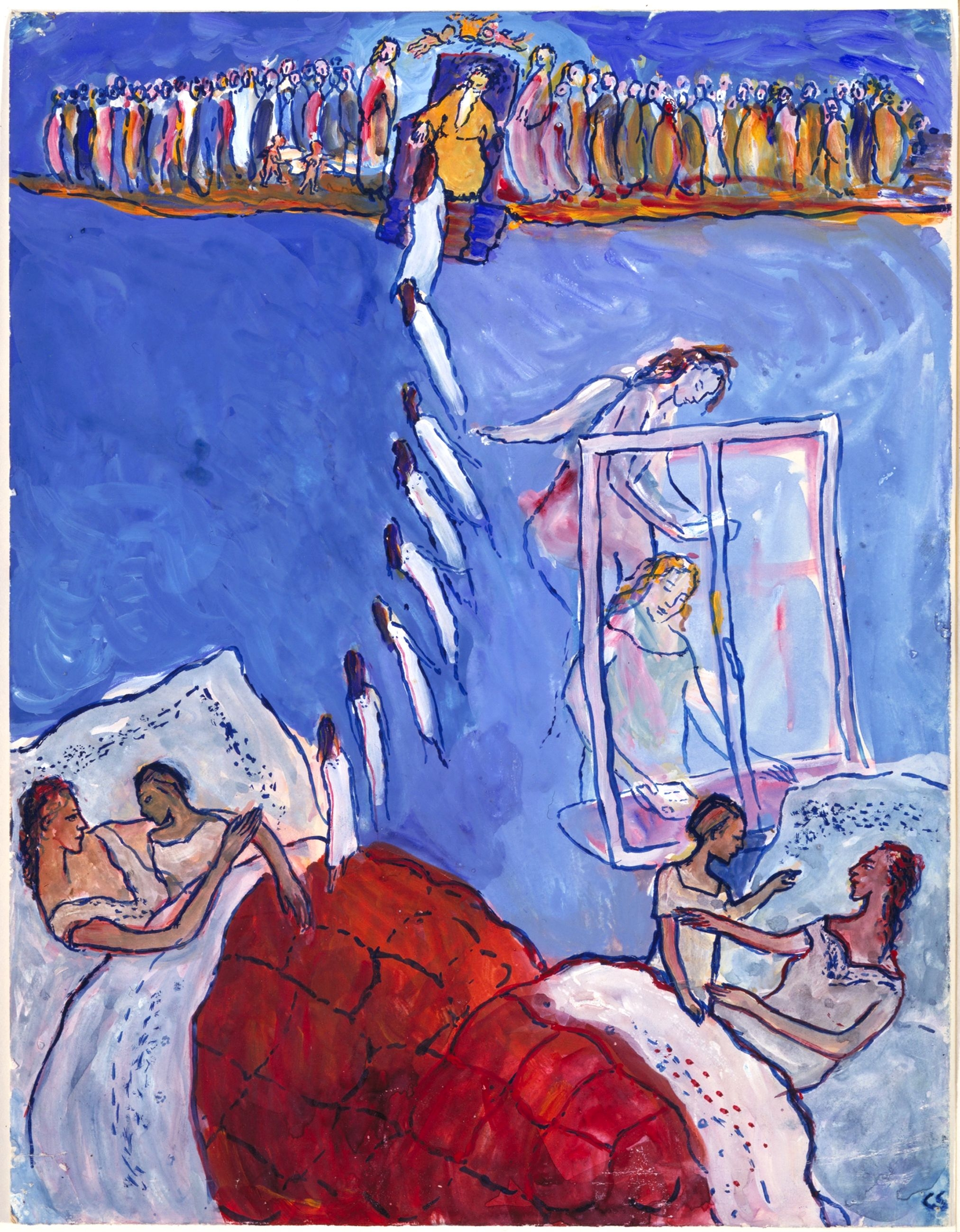
Leben? oder Theater? Ein Singespiel

- Leben? oder Theater? Ein SingespielEin Tagebuch in Bildern 1917–1943. Vorwort von Paul Tillich. Einleitung von Emil Straus. Rowohlt, Reinbek 1963. Zwischen 1940 und 1942 entstanden binnen 18 Monaten 1325 Gouachen „Das ist mein ganzes Leben“ – mit diesen Worten übergab Charlotte 1942 einem Vertrauten einen Koffer voller Bilder. In ihrer Bildsprache verwandte sie filmische und comicartige Elemente und fügte Musiktitel als Begleitmelodien hinzu.
- Leben Oder Theater? Ein autobiographisches Singespiel in 769 Bildern. Mit einer Einleitung von Judith Herzberg. Kiepenheuer und Witsch, Köln 1981, ISBN 3-462-01396-3

## Filme
- Pariser Journal: Die Malerin Charlotte Salomon. Regie: Georg Stefan Troller, BRD 1963 (Dokumentarfilm)
- Charlotte: a documentary film. Regie: Kurt Lindau, München 1972 (Dokumentarfilm)
- Charlotte S. (im niederländischen Original: Charlotte). Regie: Frans Weisz, Hauptdarstellerin: Birgit Doll, 1981 (Spielfilm)
- Charlotte Salomon, Leben oder Theater?, Bayerisches Fernsehen, Bücher beim Wort genommen, Film von Vera Botterbusch, 1981 (Dokumentarfilm)
- C’est toute ma vie. Regie: Richard Dindo, Paris 1992 (Dokumentarfilm)
- Die Liebe, mein Schatz, ist bodenlos. Regie: Sabine Willmann, mit Daniela Ziegler, Amalie Bizer, Michael Holz, 1998 (Spielfilm)
- Life? Or Theatre? Regie: Frans Weisz, Niederlande 2012 (Dokumentarfilm)
- Death & the Maiden. Regie: Yael Lotem, Israel 2014, 29 Min., Hebräisch und Englisch mit entspr. Untertiteln, Tel Aviv international dokumentary film festival Mai 2014[13]
- Charlotte. Regie: Eric Warin, Hauptdarstellerin: Keira Knightley, 2021 (Spielfilm)
- Charlotte Salomon, Life and the Maiden. Regie: Delphine und Muriel Coulin⁠, Frankreich 2022

## Oper und Ballett
- 2014: Charlotte Salomon. Marc-André Dalbavie – Musik, Barbara Honigmann – Libretto, Premiere: 28. Juli 2014, Salzburger Festspiele.[14]
- 2015: Charlotte Salomon: Der Tod und die Malerin. Ballett mit Gesang von Bridget Breiner (Choreografie) und Michelle DiBucci (Musik), am Musiktheater im Revier[15]
- 2017: Charlotte: A Tri-Coloured Play with Music. Libretto: Alon Nashman, Musik: Aleš Březina, Bühnenbild und Regie: Pamela Howard. Theaturtle, Toronto, Canada.[16]

### Prosa
- David Foenkinos: Charlotte. Roman. Gallimard, Paris 2014, ISBN 978-2-07-014568-3 (ausgezeichnet 2014 mit dem Prix Renaudot und dem Prix Goncourt des lycéens).
  - Übersetzung: Christian Kolb:[18] Charlotte. DVA, München 2015, ISBN 978-3-421-04708-3; wieder Penguin Verlag 2017; auch als Hörbuch.